# Tomáš Hasil
Tomáš Hasil (* 1. října 1961 Toužim) je český politik, počátkem 21. století poslanec Poslanecké sněmovny za ODS.

## Biografie
Vystudoval Střední zemědělskou školu ve Frýdlantu. Od roku 1981 pracoval jako zootechnik, mistr odborného výcviku na SOU a vedoucí kulturního zařízení PKO. Po roce 1989 se stal podnikatelem. Vydával kulturní měsíčník Kalendář Liberecka.
V roce 1997 vstoupil do ODS. V komunálních volbách roku 1998 byl zvolen do zastupitelstva města Liberec za ODS. Profesně se uvádí jako novinář. Stal se náměstkem primátora. Funkci zastával do roku 2002.
Ve volbách v roce 2002 byl zvolen do poslanecké sněmovny za ODS (volební obvod Liberecký kraj). Byl členem sněmovního výboru pro veřejnou správu, regionální rozvoj a životní prostředí. Mandát poslance obhájil ve volbách v roce 2006. Stal se místopředsedou výboru pro vědu, vzdělání, kulturu, mládež a tělovýchovu. Ve sněmovně setrval do voleb v roce 2010. Ve volbách 2010 svůj mandát neobhájil kvůli tzv. kroužkování.
V letech 1998 – 2009 byl členem MR ODS Liberec, od roku 2001 i člen OR ODS Liberec a v letech 2001 – 2009 členem RR ODS Liberecký kraj.
Podle zveřejněných dokumentů z archivu vojenské kontrarozvědky figuruje Tomáš Hasil v registračních protokolech této bezpečnostní složky bývalého československého komunistického režimu jako důvěrník. Městský soud v Praze 18. března 2010 rozhodl, že záznam o spolupráci je neoprávněný, tedy, že Hasil důvěrníkem vojenské kontrarozvědky nebyl.
Podle tohoto dokumentu Archivováno 26. 7. 2020 na Wayback Machine. si Tomáš Hasil zaregistroval slovní spojení Memoriál Františka Horáka. Memoriál Františka Horáka je každoročně vyhlašován klubem Českého teriéra, při pořádání DNŮ ČESKÉHO TERIÉRA.
K říjnu 2012 byl uváděn jako poradce premiéra Petra Nečase pro kulturu.